# 埼玉県立宮代特別支援学校
埼玉県立宮代特別支援学校（さいたまけんりつ みやしろとくべつしえんがっこう）は、埼玉県南埼玉郡宮代町金原にある公立特別支援学校。

## 概要
越谷養護学校（現在の埼玉県立越谷特別支援学校）の学区を分ける形で設置された。主に身体に関する障害がある児童生徒を入学対象としている。

## 沿革
- 1988年4月　宮代養護学校開設準備室設置（蓮田養護学校内）
- 1989年4月　宮代養護学校開校
- 1993年2月　プール竣工
- 2009年4月　埼玉県立宮代特別支援学校と校名変更
- 2015年　室内温水プール竣工

## 教育目標
生き生きと　心豊かに　たくましく

## 学校行事
10月　わかば祭（文化祭）

## 学部
- 小学部
- 中学部
- 高等部

## 通学区域
- さいたま市
  - 岩槻区
- 春日部市
- 久喜市
- 幸手市
- 白岡市
- 南埼玉郡
  - 宮代町
- 北葛飾郡
  - 杉戸町

## 交通
- 東武伊勢崎線東武動物公園駅から2.5km